# Dür-Wagen
Dür-Wagen — гусеничный транспортёр, разработанный в Германской империи в 1916 году. Не имел бронирования и обладал многоколесным шасси. В 1917 году опытный образец прошёл испытания. Выдан заказ на 10 экземпляров, которые использовались до конца Первой мировой войны.

## История создания
В 1916 году морское министерство Германии выдало заказ на постройку бронированного внедорожного транспортера для транспортировки тяжелой артиллерии и амуниции. В этом же году компания «Durkoppwerke» предоставила Германии опытный образец гусеничного самоходного шасси. Dür-Wagen не имел бронирования и обладал многоколесным шасси.

## Описание конструкции

### Корпус
По сути, гусеничная машина, разработанный фирмой «Durkoppwerke» из Билефельда, представлял собой обычное шасси с бронированным корпусом. На шасси устанавливалась двухместная открытая металлическая кабина.

### Двигатель и трансмиссия
Транспортер оснащался карбюраторным двигателем мощностью 80 л. с. (без дифференциала), установленным в кормовой части.

### Ходовая часть
Шасси было многоколесным, с равными по диаметру ведущими и направляющими колесами. На один борт приходилось по 10 опорных катков, ведущее колесо переднего расположения, крупнозвенчатая гусеница.

## Испытание
В январе 1917 года прошли испытания. Комиссии не понравились низкие ходовые качества и отсутствие защищенность. Но армия нуждалась в тягачах и проект одобрили. Выдан заказ на 10 экземпляров, которые использовались до конца Первой Мировой.